# Couzon (Allier)
Pour les articles homonymes, voir Couzon (homonymie).
Couzon est une commune française, située dans le département de l'Allier en région Auvergne-Rhône-Alpes.

## Géographie

### Localisation
Couzon est située au nord du département de l'Allier, à 260 km au sud de Paris, à 100 km au nord de Clermont-Ferrand et à 20 km au nord-ouest de Moulins.
Les communes limitrophes sont Agonges, Aubigny, Franchesse et Saint-Léopardin-d'Augy.

### Géologie et relief
L'altitude moyenne de la commune est de 224 m.

### Climat
Pour des articles plus généraux, voir Climat d'Auvergne-Rhône-Alpes et Climat de l'Allier.
En 2010, le climat de la commune est de type climat océanique dégradé des plaines du Centre et du Nord, selon une étude du CNRS s'appuyant sur une série de données couvrant la période 1971-2000. En 2020, Météo-France publie une typologie des climats de la France métropolitaine dans laquelle la commune est exposée à un climat océanique altéré et est dans la région climatique Centre et contreforts nord du Massif Central, caractérisée par un air sec en été et un bon ensoleillement.
Pour la période 1971-2000, la température annuelle moyenne est de 11 °C, avec une amplitude thermique annuelle de 15,8 °C. Le cumul annuel moyen de précipitations est de 782 mm, avec 11,6 jours de précipitations en janvier et 7,6 jours en juillet. Pour la période 1991-2020, la température moyenne annuelle observée sur la station météorologique de Météo-France la plus proche, « Bourbon_sapc », sur la commune de Bourbon-l'Archambault à 10 km à vol d'oiseau, est de 11,9 °C et le cumul annuel moyen de précipitations est de 777,2 mm,. Pour l'avenir, les paramètres climatiques de la commune estimés pour 2050 selon différents scénarios d'émission de gaz à effet de serre sont consultables sur un site dédié publié par Météo-France en novembre 2022.

## Urbanisme

### Typologie
Au 1er janvier 2024, Couzon est catégorisée commune rurale à habitat dispersé, selon la nouvelle grille communale de densité à 7 niveaux définie par l'Insee en 2022.
Elle est située hors unité urbaine. Par ailleurs la commune fait partie de l'aire d'attraction de Moulins, dont elle est une commune de la couronne,. Cette aire, qui regroupe 64 communes, est catégorisée dans les aires de 50 000 à moins de 200 000 habitants,.

### Occupation des sols

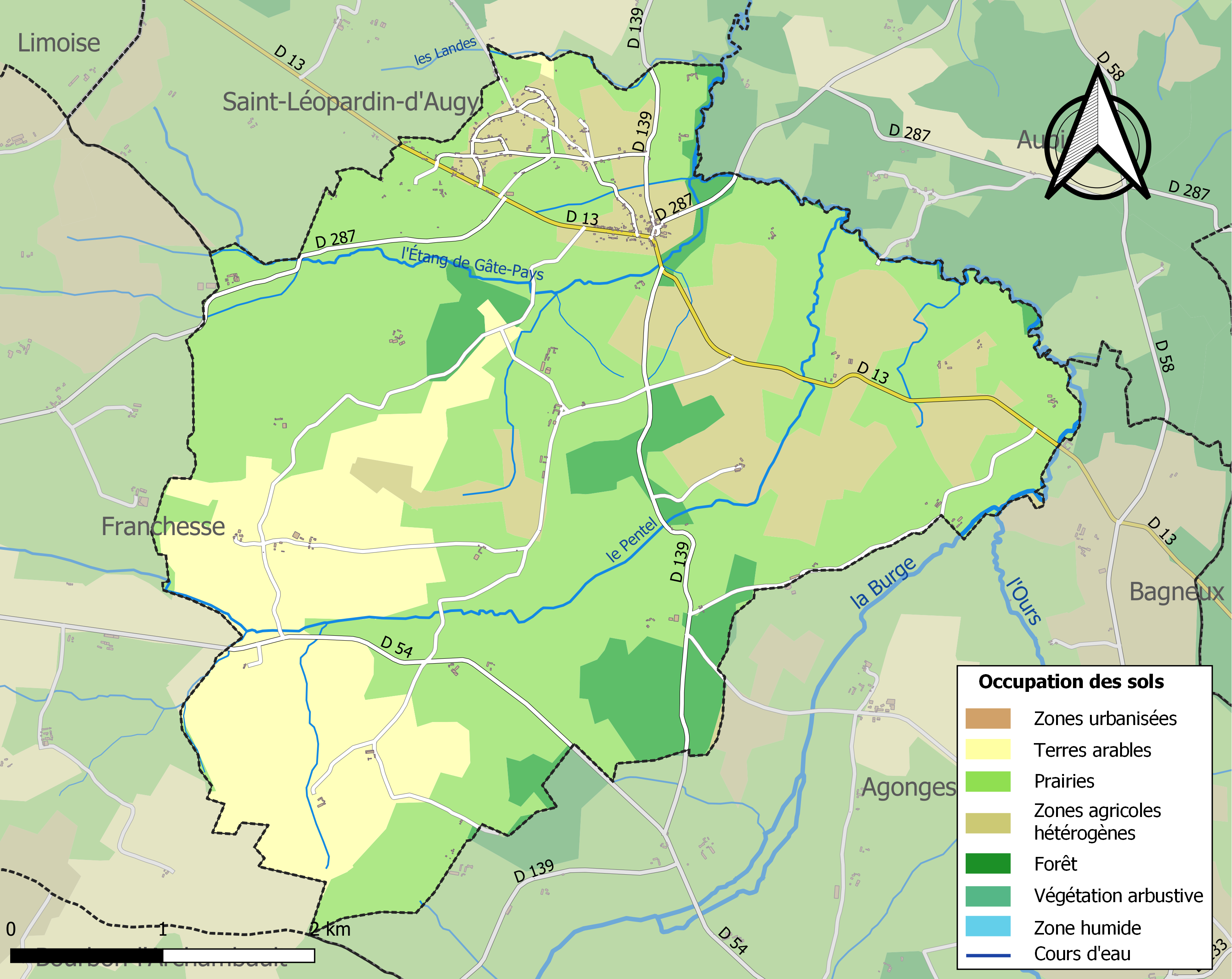
Carte des infrastructures et de l'occupation des sols de la commune en 2018 (CLC).

L'occupation des sols de la commune, telle qu'elle ressort de la base de données européenne d’occupation biophysique des sols Corine Land Cover (CLC), est marquée par l'importance des territoires agricoles (92 % en 2018), une proportion identique à celle de 1990 (92 %). La répartition détaillée en 2018 est la suivante : prairies (56,5 %), terres arables (19,1 %), zones agricoles hétérogènes (16,3 %), forêts (8 %).
L'IGN met par ailleurs à disposition un outil en ligne permettant de comparer l’évolution dans le temps de l’occupation des sols de la commune (ou de territoires à des échelles différentes). Plusieurs époques sont accessibles sous forme de cartes ou photos aériennes : la carte de Cassini (XVIIIe siècle), la carte d'état-major (1820-1866) et la période actuelle (1950 à aujourd'hui).

### Logement
En 2007, la commune comporte 162 habitations, dont 119 résidences principales, 24 résidences secondaires et 19 habitations inoccupées. 154 habitations (95,1 %) sont des maisons individuelles et 8 (4,9 %) des appartements. 82 des 119 résidences principales sont occupées par leurs propriétaires, 31 par des locataires et six à titre gratuit.
| Nombre de pièces    | 2 | 3  | 4  | 5 ou plus |
| Nombre de logements | 8 | 17 | 31 | 63        |

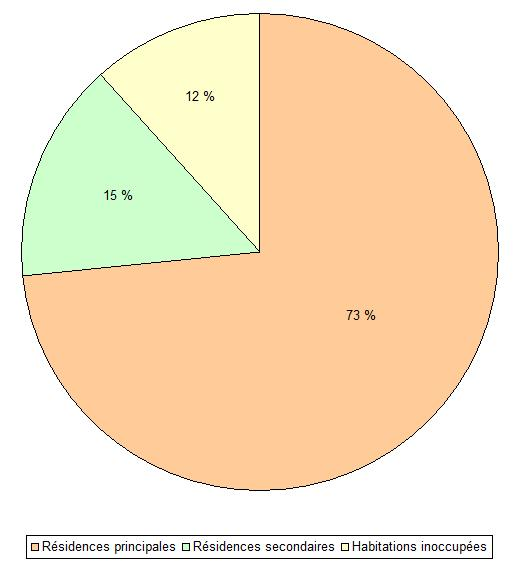
Logement en 2007.
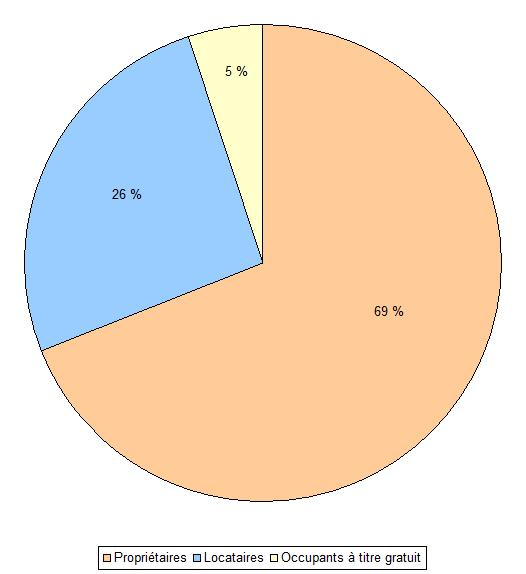
Occupants des logements, en 2007.
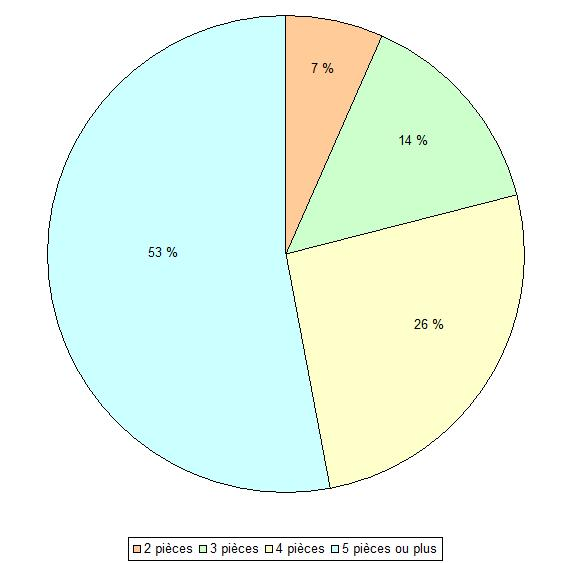
Taille des logements, en 2007.

81 habitations (50 %) disposent d'au moins une place de stationnement. Le prix du logement est de 893 €/m2 à 1 209 €/m2, avec une moyenne de 1 051 €/m2 pour les appartements et de 989 €/m2 à 1 339 €/m2, avec une moyenne de 1 164 €/m2 pour les maisons.

### Voies de communication et transports

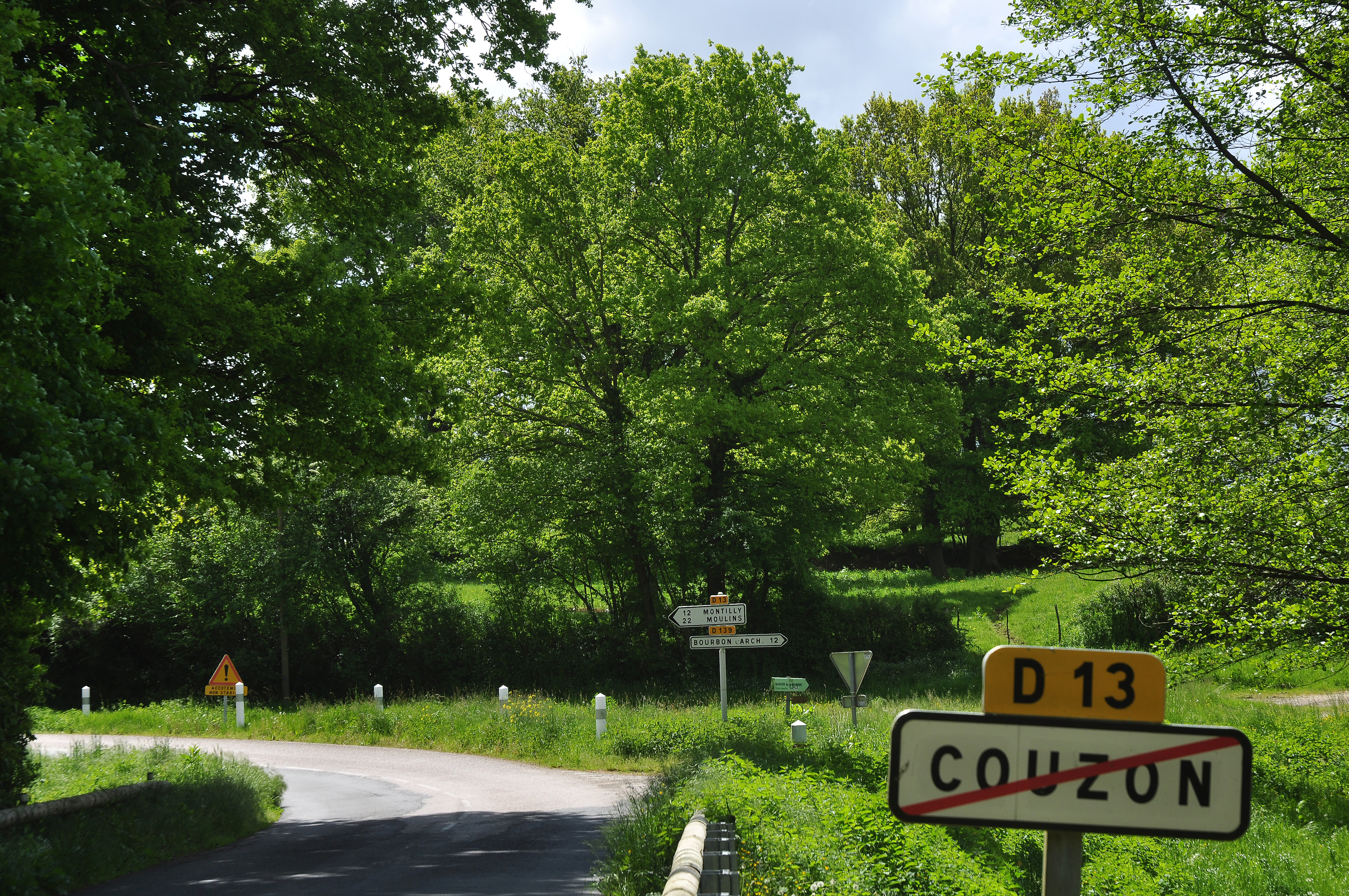
La D 13 à la sortie de Couzon, en direction de Moulins.

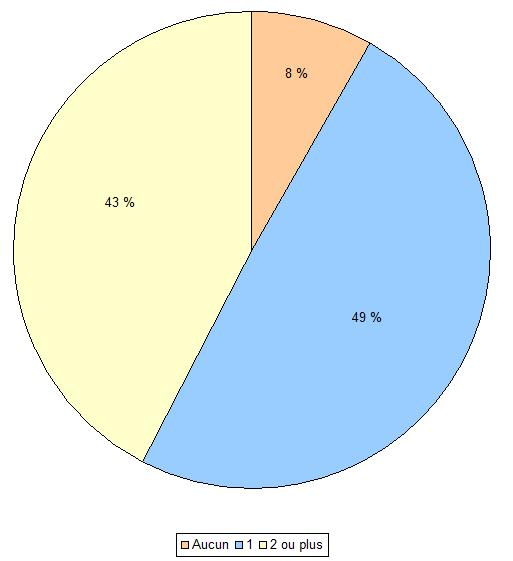
Nombre de véhicules automobiles par foyer.

59 foyers de Couzon disposent d'un véhicule automobile et 51 foyers de deux véhicules ou plus.
Le village est à dix minutes de Bourbon-l'Archambault, par la route.
Couzon est traversé par la départementale 13 reliant Moulins à Limoise.

## Toponymie
Le lieu-dit Tiffauges, au sud du village, a pour origine possible le nom du peuple des Taïfales.

## Politique et administration
La commune de Couzon fait partie de l'arrondissement de Moulins. Elle dispose d'un Plan local d'urbanisme (PLU) et d'un Plan d'occupation des sols (Pos).
| Période                                  | Période                   | Identité                | Étiquette | Qualité                                                                                       |
| ---------------------------------------- | ------------------------- | ----------------------- | --------- | --------------------------------------------------------------------------------------------- |
| Les données manquantes sont à compléter. |                           |                         |           |                                                                                               |
|                                          | 1983                      | Pierre Larnaud          |           |                                                                                               |
| 1983                                     | 2008                      | Jean-Claude Damoret     |           | Agriculteur retraité                                                                          |
| 2008                                     | mars 2014                 | Éliane Blanchet         | SE        |                                                                                               |
| mars 2014,                               | En cours (au 26 mai 2025) | Christophe de Contenson | DVD       | Profession libérale Conseiller départemental du canton de Bourbon-l'Archambault (depuis 2021) |

## Population et société

### Démographie

#### Composition de la population

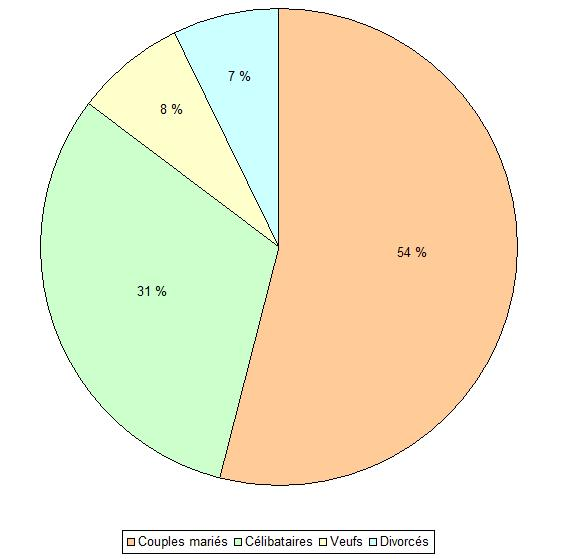
Composition de la population en 2007.

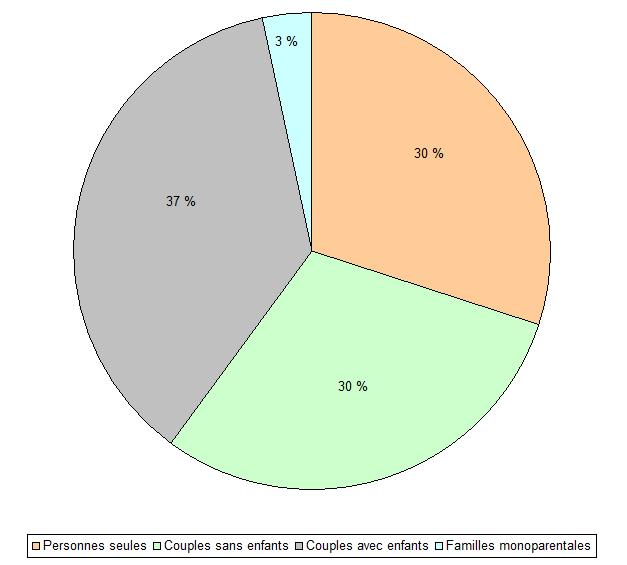
Composition des foyers en 2007.

En 2007, Couzon comporte 295 habitants, 50,5 % de femmes et 49,5 % d'hommes (50,8 % et 49,2 %, respectivement, en 1999). Parmi eux, il y a 31,4 % de célibataires, 54 % de couples mariés, 7,1 % de divorcés et 7,5 % de veufs. La commune compte 120 foyers. Trente-six d'entre eux ne comportent qu'une seule personne (vingt femmes et seize hommes). Il y a trente-six couples sans enfants et 44 couples avec enfants, ainsi que quatre familles monoparentales avec enfants. Les habitants sont nommés « Couzonnais » et « Couzonnaises ».

#### Évolution démographique
L'évolution du nombre d'habitants est connue à travers les recensements de la population effectués dans la commune depuis 1793. Pour les communes de moins de 10 000 habitants, une enquête de recensement portant sur toute la population est réalisée tous les cinq ans, les populations de référence des années intermédiaires étant quant à elles estimées par interpolation ou extrapolation. Pour la commune, le premier recensement exhaustif entrant dans le cadre du nouveau dispositif a été réalisé en 2007.

En 2022, la commune comptait 321 habitants, en évolution de +10,31 % par rapport à 2016 (Allier : −1,38 %, France hors Mayotte : +2,11 %).
| 1793 | 1800 | 1806 | 1821 | 1831 | 1836 | 1841 | 1846 | 1851 |
| ---- | ---- | ---- | ---- | ---- | ---- | ---- | ---- | ---- |
| 500  | 654  | 488  | 478  | 563  | 690  | 540  | 607  | 591  |

| 1856 | 1861 | 1866 | 1872 | 1876 | 1881 | 1886 | 1891 | 1896 |
| ---- | ---- | ---- | ---- | ---- | ---- | ---- | ---- | ---- |
| 612  | 668  | 689  | 678  | 684  | 730  | 701  | 682  | 681  |

| 1901 | 1906 | 1911 | 1921 | 1926 | 1931 | 1936 | 1946 | 1954 |
| ---- | ---- | ---- | ---- | ---- | ---- | ---- | ---- | ---- |
| 673  | 636  | 584  | 504  | 482  | 452  | 436  | 438  | 421  |

| 1962 | 1968 | 1975 | 1982 | 1990 | 1999 | 2006 | 2007 | 2012 |
| ---- | ---- | ---- | ---- | ---- | ---- | ---- | ---- | ---- |
| 417  | 355  | 291  | 301  | 290  | 294  | 295  | 295  | 282  |

| 2017 | 2022 | - | - | - | - | - | - | - |
| ---- | ---- | - | - | - | - | - | - | - |
| 299  | 321  | - | - | - | - | - | - | - |

#### Pyramide des âges
En 2021, le taux de personnes d'un âge inférieur à 30 ans s'élève à 36,6 %, soit au-dessus de la moyenne départementale (29,0 %). À l'inverse, le taux de personnes d'âge supérieur à 60 ans est de 22,2 % la même année, alors qu'il est de 35,6 % au niveau départemental.
En 2021, la commune comptait 164 hommes pour 150 femmes, soit un taux de 52,23 % d'hommes, largement supérieur au taux départemental (47,97 %).
Les pyramides des âges de la commune et du département s'établissent comme suit :
| Hommes | Classe d’âge | Femmes |
| ------ | ------------ | ------ |
| 0,0    | 90 ou +      | 0,6    |
| 6,3    | 75-89 ans    | 6,8    |
| 14,7   | 60-74 ans    | 16,2   |
| 19,1   | 45-59 ans    | 20,8   |
| 19,6   | 30-44 ans    | 23,1   |
| 17,0   | 15-29 ans    | 13,6   |
| 23,3   | 0-14 ans     | 19,0   |

| Hommes | Classe d’âge | Femmes |
| ------ | ------------ | ------ |
| 1,2    | 90 ou +      | 3      |
| 10     | 75-89 ans    | 13,4   |
| 21,3   | 60-74 ans    | 22     |
| 20,6   | 45-59 ans    | 19,6   |
| 15,7   | 30-44 ans    | 15     |
| 15,6   | 15-29 ans    | 12,9   |
| 15,7   | 0-14 ans     | 14     |

### Enseignement
En 2009, Couzon possède une école élémentaire intégrée au sein d'un groupe scolaire commun avec les communes proches.

### Sports
Couzon possède un complexe sportif (City stade) construit en 2018.
En 2019, Tony Estanguet, président du Comité d'organisation des Jeux olympiques et paralympiques d'été de 2024, et François Baroin, président de l'Association des maires de France, ont dévoilé une première liste de 500 communes et intercommunalités labellisées pour l'obtention du label « Terre de Jeux 2024 », en vue des Jeux olympiques et paralympiques qui se sont tenus à Paris en 2024. L'obtention du label permet à la commune de « développer la pratique du sport », avec la création d'une association multi-sports en 2018 pour permettre à ses habitants (mais aussi aux élèves de la MFR de Saint-Léopardin-d'Augy) de pratiquer un sport dans la commune.

## Économie
En 2007, la population active de Couzon comporte 175 personnes, 133 (76 %)  en activité (contre 70,2 % en 1999) et 42 (24 %) inactives. 123 personnes, soit 92,5 % des actifs (68 hommes et 55 femmes), ont un emploi et dix, soit 7,5 % des actifs (quatre hommes et six femmes), sont au chômage. En 1999, le taux de chômage s'élevait à 16,9 %. Parmi les 42 personnes inactives, on compte 18 enfants, neuf étudiants et quinze personnes classées comme « autres inactifs ». Les retraités et préretraités représentent 23,1 % de la population (25,1 % en 1999).
En 2009, Couzon compte 119 foyers fiscaux, regroupant 299 personnes. Le revenu annuel moyen est de 14 652 €. 
En 2007, Couzon compte sept entreprises, deux de construction, trois entreprises de commerce et de réparation d'automobiles, un hôtel-restaurant, une société financière et une société de services. Les deux entreprises de services aux personnes, en 2009, sont des plâtriers-peintres. En 2000, quatorze exploitations agricoles occupent une superficie totale de 13,30 km2.
La principale activité économique de Couzon est l'exploitation forestière et la plupart des habitants possèdent de petites parcelles de bois. L'argile a aussi été exploitée dans des tuileries.
Couzon compte huit commerces. Le supermarché le plus proche se trouve à Bourbon-l'Archambault.

## Culture locale et patrimoine

### Lieux et monuments

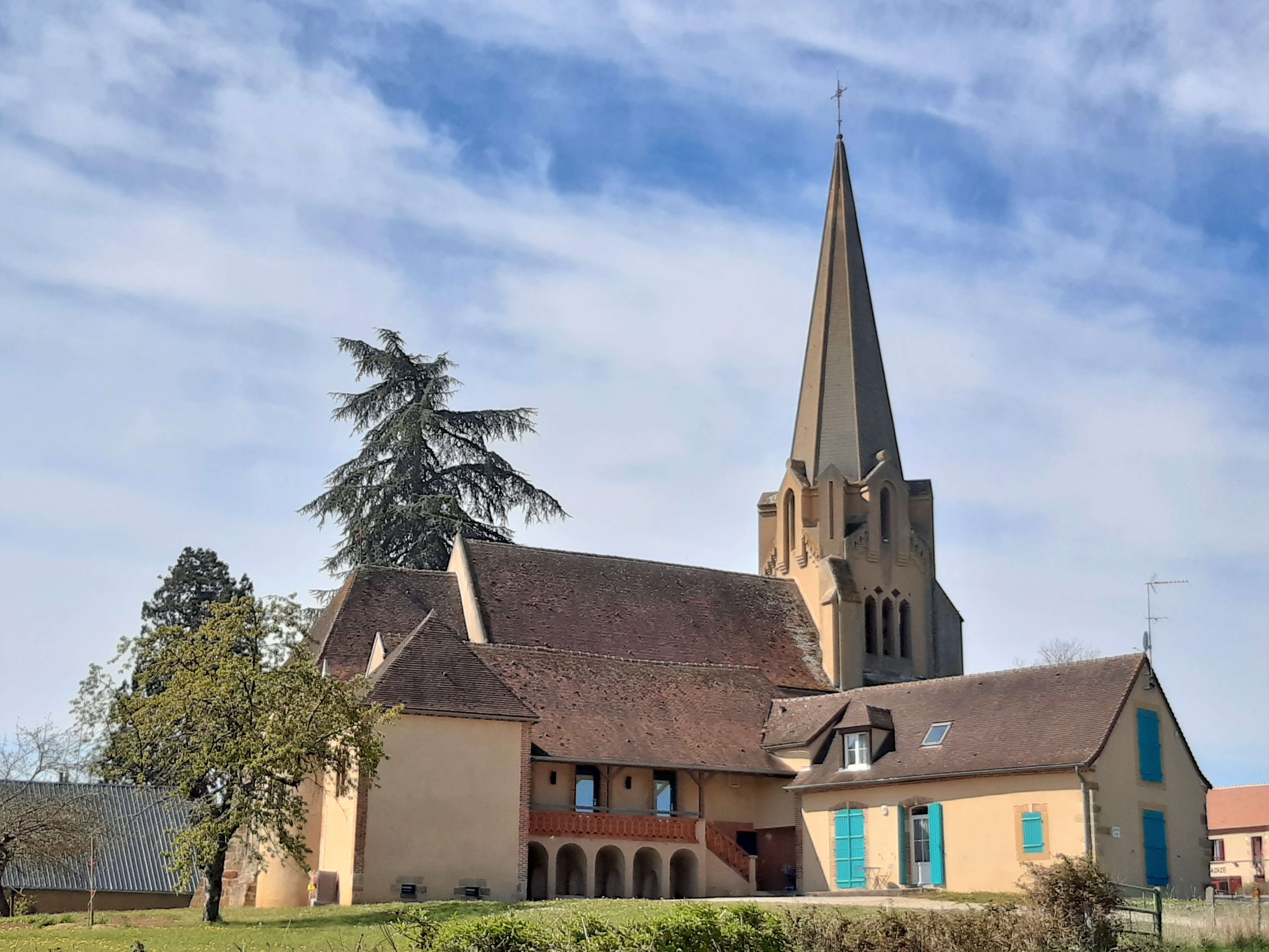
Église Saint-Georges.

- Château des Bordes, donjon quadrangulaire du XIVe siècle, inscrit MH.
- Château de la Beaume, au sud du bourg.
- Maison où aurait séjourné Jeanne d'Arc.
- Église Saint-Georges

### Personnalités liées à la commune
- Joseph de Beaucaire (1807-1879), veneur et joueur de musette dont le souvenir est resté vivant en Bourbonnais, né au château des Bordes.